# Фейрбанк (Айова)
Фейрбанк (англ. Fairbank) — місто (англ. city) в США, в округах Б'юкенан і Фаєтт штату Айова. Населення — 1111 особа (2020).

## Географія
Фейрбанк розташований за координатами 42°38′25″ пн. ш. 92°2′52″ зх. д. / 42.64028° пн. ш. 92.04778° зх. д. (42.640139, -92.047788).  За даними Бюро перепису населення США в 2010 році місто мало площу 1,90 км², з яких 1,85 км² — суходіл та 0,05 км² — водойми.

## Демографія
Згідно з переписом 2010 року, у місті мешкало 1113 осіб у 461 домогосподарстві у складі 307 родин. Густота населення становила 586 осіб/км².  Було 498 помешкань (262/км²).
Расовий склад населення:
| - 98,0 % — білих - 0,3 % — чорних або афроамериканців - 0,1 % — корінних американців |

До двох чи більше рас належало 1,3 %. Частка іспаномовних становила 1,8 % від усіх жителів.
За віковим діапазоном населення розподілялося таким чином: 26,9 % — особи молодші 18 років, 57,6 % — особи у віці 18—64 років, 15,5 % — особи у віці 65 років та старші. Медіана віку мешканця становила 37,6 року. На 100 осіб жіночої статі у місті припадало 97,3 чоловіків;  на 100 жінок у віці від 18 років та старших — 95,7 чоловіків також старших 18 років.
Середній дохід на одне домашнє господарство  становив 74 415 доларів США (медіана — 58 472), а середній дохід на одну сім'ю — 76 117 доларів (медіана — 69 868). Медіана доходів становила 44 375 доларів для чоловіків та 35 714 долари для жінок. За межею бідності перебувало 7,7 % осіб, у тому числі 9,5 % дітей у віці до 18 років та 4,6 % осіб у віці 65 років та старших.
Цивільне працевлаштоване населення становило 569 осіб. Основні галузі зайнятості: освіта, охорона здоров'я та соціальна допомога — 23,6 %, виробництво — 23,4 %, роздрібна торгівля — 13,9 %, транспорт — 7,4 %.